# Kościół Chrześcijański „Miejsce Odnowienia”
Społeczność Chrześcijańska „Miejsce Odnowienia”(dawniej: Kościół Jezusa Chrystusa w Lublinie, a następnie Kościół Chrześcijański „Miejsce Odnowienia”) – niezależny ewangelikalny kościół charyzmatyczny działający w Lublinie.
Miejsce Odnowienia, choć utożsamia się duchowo z ewangelikalną rodziną wolnych kościołów protestanckich oraz tradycją i pobożnościową spuścizną ruchu zielonoświątkowego, jest kościołem niezależnym od wszelkich denominacji chrześcijańskich i struktur kościelnych. Zdecydowanie akceptuje i promuje Ruch Wiary oraz nową reformację apostolską.
Kościołowi przewodzi Pastor-Senior Małgorzata Lewandowska.

## Historia
Kościół Chrześcijański „Miejsce Odnowienia” powstał w 1996 r. z inicjatywy Małgorzaty Lewandowskiej i Ewy Karczewskiej, które były pierwszymi liderami wspólnoty. Obecnie, od roku 1998 pastorem seniorem zboru jest Małgorzata Lewandowska. Miejsce Odnowienia zostało zarejestrowane jako niezależny związek religijny i uzyskało wpis w rejestrze Kościołów i innych związków wyznaniowych Ministerstwa Spraw Wewnętrznych i Administracji w dziale A, pod nr 118 29 września 1996 r. W roku 2006 Kościół obchodził dziesięciolecie istnienia. Konferencja jubileuszowa odbyła się w dniach 27-29 października 2006 r. Centralne uroczystości odbyły się w siedzibie zboru. Gościem specjalnym konferencji był szwedzki misjonarz – Micael Lundin. Na jubileuszową konferencję przybyli także zwierzchnicy lubelskich zborów ewangelicznych, m.in. pastor z miejscowego zboru baptystów. W 2009 roku nastąpiła zmiana siedziby Kościoła na ulicę Przyjaźni 38 w Lublinie. Od stycznia 2018 roku funkcjonował w budynku przy ulicy 1 Maja 33 w Lublinie. Obecnie, od 2022 roku, znajduje się na ulicy Nałęczowskiej 24 w Lublinie. 

## Działalność
Nabożeństwa Kościoła odbywają w każdą niedzielę o godzinie 11.00. Składają się z dwóch zasadniczych części: uwielbienia oraz nauczania. Część uwielbieniową prowadzi lider uwielbienia i zespół muzyczno-wokalny. W tej części nabożeństwa wierni wyrażają swoje emocje wobec Boga i spontanicznie oddają Bogu chwałę poprzez śpiewanie pieśni, taniec, klaskanie, czy wznoszenie okrzyków na cześć Boga. Śpiewom towarzyszy akompaniament różnych instrumentów muzycznych, m.in. perkusji, gitary oraz fortepianu. Ważnym elementem każdego nabożeństwa jest także posługa darami duchowymi. Praktykuje się mówienie nieznanymi językami, wyganianie demonów, prorokowanie, czy uzdrawianie z chorób. Częstą praktyką jest również wkładanie rąk. Część nauczająca polega na analizie aspektów życia chrześcijańskiego i fundamentów wiary z perspektywy Biblii.
Oprócz regularnych nabożeństw, Miejsce Odnowienia organizuje również konferencje i seminaria z udziałem słynnych mówców i proroków ruchu charyzmatycznego.Nadto Miejsce Odnowienia angażuje się w akcje charytatywne, m.in. „gwiazdkowe niespodzianki”, organizuje spotkania w domach dziecka. Kościół angażuje się także w działalność wśród dzieci i młodzieży. Podczas każdego niedzielnego nabożeństwa odbywają się zajęcia Szkółki Niedzielnej dla dzieci (katecheza, śpiew, zajęcia plastyczne itp.). Miejsce Odnowienia organizuje również imprezy dla młodzieży, podczas których uczestnicy mają możliwość uwielbienia i tańca przy współczesnej muzyce chrześcijańskiej, efektach świetlnych i dymnych oraz wysłuchania świadectw nawróceń młodych chrześcijan.

## Siedziba
Sala główna do 2022 roku znajdująca się w budynku przy ulicy 1 Maja 33 w Lublinie została urządzona nowocześnie, na styl sali konferencyjnej. W sali znajduje się kazalnica i miejsce dla zespołu uwielbieniowego, a na ścianie umieszczono pusty krzyż z winoroślą. Pozostałymi elementami siedziby Społeczności Chrześcijańskiej Miejsce Odnowienia są m.in. biblioteka chrześcijańska, oferująca duży wybór literatury chrześcijańskiej, a także dwie sale, w których prowadzone są zajęcia z dziećmi.

## Teologia Kościoła
Społeczność Chrześcijańska „Miejsce Odnowienia” należy do grona wyznań ewangelikalnych. Dlatego też przede wszystkim zwraca uwagę na doktrynę sola scriptura – jedynie Pismo Święte jest najwyższym i ostatecznym autorytetem dla wiary. Biblia jest nie tylko fundamentem wiary, ale również przewodnikiem życia chrześcijańskiego i wyznacznikiem woli Bożej dla wiernych Kościoła. Miejsce Odnowienia zdecydowanie wierzy w natchnienie i nieomylność Biblii. Przyjmuje protestancki kanon Pisma Świętego (39 ksiąg Starego Testamentu i 27 ksiąg Nowego Testamentu). Jedynym obiektem czci i chwały jest w Kościele Trójjedyny Bóg: Ojciec, Syn i Duch Święty. Nie oddaje się czci świętym. Miejsce Odnowienia wyznaje wiarę w Synostwo Boże Jezusa Chrystusa, jego poczęcie z Ducha Świętego i narodzenie z dziewicy Marii. Centralnym elementem wiary Kościoła jest pojednawcza śmierć Jezusa na krzyżu, będąca pełnym zadośćuczynieniem za grzechy, jego cielesne zmartwychwstanie i osobisty powrót w przyszłości, aby ustanowić swoje Królestwo. Jezus Chrystus uznawany jest za jedynego pośrednika. Miejsce Odnowienia, podobnie jak inne kościoły ewangeliczne, widzi swoją misję w głoszeniu ewangelii zbawienia grzesznikom: każdy człowiek jest upadły z powodu grzechu, ale gdy zwróci się do Jezusa, wyzna go swoim Panem i Zbawicielem oraz poprosi go, aby On wkroczył w jego życie, wówczas doświadczy nowego narodzenia i otrzyma pewność życia wiecznego, stając się dzieckiem Bożym. Na otrzymanie zbawienia wpływ ma jedynie wiara, nie zaś dobre uczynki. Kościół Chrześcijański „Miejsce Odnowienia” podobnie, jak inne zielonoświątkowe i charyzmatyczne zbory, zwraca uwagę na dostępny dla każdego wierzącego chrzest w Duchu Świętym, któremu towarzyszą ponadnaturalne znaki, np. prorokowanie, czy mówienie językami. Od tego czasu chrześcijanin posiada szczególny autorytet do posługiwania się darami Ducha i czynienia cudów.  Jako reprezentant Ruchu Wiary, Kościół wyznaje wiarę w Boży plan powodzenia (aspekty finansowe i inne) dla każdego wierzącego.
W swoich praktykach Społeczność Chrześcijańska „Miejsce Odnowienia”zwraca szczególną uwagę na prowadzenie zgodnego z biblijnymi normami chrześcijańskiego życia. Praktykuje uwielbienie i modlitwy, które kieruje wyłącznie do Boga, wzywa do głoszenia Słowa Bożego oraz dzielenia się ewangelią z każdym człowiekiem, praktykuje modlitwy o uzdrowienie z chorób i uwolnienie z nałogów. Podobnie, jak inne kościoły ewangeliczne, udziela chrztu wyłącznie nawróconym chrześcijanom w wieku świadomym poprzez całkowite zanurzenie w wodzie. Praktykuje obchodzenie Wieczerzy Pańskiej pod postacią chleba i wina, którą pojmuje jako pamiątkę i symbol niepowtarzalnej ofiary krzyżowej (memorializm).